# 東浩紀
東浩紀（1971年5月9日—）是一名評論家、哲学家、小說家、文化研究方面的學者，株式會社Genron（取「言論」片假名）的創辦人兼董事。文學上，東浩紀於2010年憑《量子家族》獲得三島由紀夫獎。國立臺灣大學、國立交通大學亦曾經邀請東浩紀進行演講。2008年，東浩紀與一班有志一同的評論家成立《思想地圖》雜誌。

## 概要
東京三鷹市出身。研究所取得「現代思想學程」與「文化表征理论學程」學位，師從小林康夫。自認「喜歡現代思想的御宅族」，但又指出自己並不只是「沉迷批評活動的御宅族」或「沉迷御宅興趣的批評家」。科幻小说家，日本SF作家俱樂部會員，2014年離會；日本推理作家協會會員。
在作為哲學家的同時，以資訊社會理論（情報社会論）為專長，但並未經過社會學的專科訓練。2013年辭去早稻田大學教授的職位，以文人沙龍「Genron」的創業工作為活動主軸，活動內容包括書籍出版、活動事業、學院事業與廣播平台「Shirasu」等多種業務。
批評1990年代以降的「新學院派」已成為「像丸山真男一樣的近代教養主義」。

## 思想
東浩紀起初作為法國現代思想的研究者，在大學時期就開始從事評論工作。1998年就將連載於《批評空間》關於德希達的論文，在新潮社出版為《本體論的、郵政的》（存在論的、郵便的），並在1999年作為博士論文提交給東京大學。之所以研究德希達，是因為除了教科書、童書之外，第一本閱讀的法語文獻即德希達1993年的著作《Khôra》。至此自居德希達主義者，致力於德希達理論。在德希達著作中，東浩紀評價極高的是《論文字學》。東浩紀曾經在推特上如此評價德希達：
［德希達是］法國哲學家。跟二十世紀大多哲學家一樣困惑於「哲學難道沒有意義嗎？」。但他良好的基本想法是，若從哲學的詛咒中解放，我們有做得更好的可能性。東浩紀將這個可能性稱作「郵政的」（郵便的）。以上。
在東大教養學科時期，東浩紀的研究領域為科學史和科學哲學，同時也做分析哲學相關的研究。但除了有名的博論，他一以貫之的以德希達理論作為學士論文、碩士論文的主題。碩論的主題是德希達與巴赫金的比較。他研究所時期的專長一般描述為現代思想，但精確來說其實是語言哲學和傳播理論。
受索卡爾事件影響，歐陸哲學體系的現代思想一向被科學和數學領域的專家批評，東浩紀認為必須對這些指責給予回應。首先，東浩紀就讀於東大文學院的科學史和科學哲學分科，所以經常被教導柄谷行人對歌德爾不完備定理的錯誤詮釋，東浩紀同意索卡爾指責的正當性，並在博士論文《本體論的、郵政的》中引用了這些。這個基於日本1980至1990年代的歷史脈絡，即承認並接受柄谷的數學錯誤，但仍肯定柄谷等人思想構造的有效性；因此在這個歷史延續上進行研究的東浩紀，對於柄谷的引用並非失當。
而且，在同一本書中，東浩紀並未直接引用歌德爾的論述，而是引用柄谷行人的解釋，讓歌德爾在其中登場。因為解構本身就是德希達的核心思想，柄谷解構式轉譯不完備定理，也可以當作一種再批判（以上是數學、科學立基上的相關指責）。此外，田中一之也指出歌德爾證成希爾伯特計畫的不可行，這個傳說的有誤之處，而歌德爾也並未放棄「所有數理命題都能確證真偽」的信念。
在科學、自然科學上，東浩紀早期就引用了數學基礎的結果，但因為並非科學家而並不詳盡。另一方面，他閱讀科學相關著作，提到對重力實驗的村田次郎和素數考察的加藤和也的著作印象深刻（東浩紀推文提到「印象深刻」是「過度詮釋，不是那麼深刻的事」）。
當被問及「真正喜歡的事物是什麼」時，自言會回答「杜斯妥也夫斯基」和「蘇格拉底」。他在推特上對古希臘哲學的三哲解釋如下：
說到底蘇格拉底是電波醉漢，柏拉圖是把醉話加油添醋發推收錄到Togetter的跟蹤狂，亞里斯多德是信了Togetter弄出超大型懶人包的妄想狂，大致上是這麼回事。
在與國分功一郎的對談中，以此發言為前提，他自稱始終不瞭解柏拉圖和亞里斯多德，而只瞭解蘇格拉底，而他自身也像蘇格拉底一般生活（一個隨時出現在酒吧，發完牢騷就走的醉漢）。
中學時期，在新潮文庫的諾貝爾文學獎獲獎作品中，邂逅了索忍尼辛。2009年獲三島由紀夫獎的小說《量子家族》，透過小說的虛構世界反映哲學問題，在該作品中特別是可能世界理論。東浩紀提到這是其主要哲學著作《本體論的、郵政的》的續篇，在與哲學家國分功一郎和千葉雅也的對話中，同樣提到這本書與哲學。
自覺其以近代哲學家盧梭為題的著作《一般意志2.0》是透過「在一般學問世界不被容許」的蠻勇來書寫（見下文社會思想段落）。在此之上，東浩紀期待青年研究者們能夠用這種「蠻勇」一同來閱讀萊布尼茲、史賓諾沙、笛卡爾，希望「像我一樣粗暴硬讀」現代哲學經典的繼承者能夠誕生。試圖重讀18世紀前的思想，是有賴於其思想史觀的。其認為在十九至二十世紀的哲學主流，以黑格爾主義和馬克思主義為基調的理性主義神秘論（オカルト）出現破綻，因此21世纪的思想，正向著18世纪復歸。並且在思想史上，馬克思與尼采對黑格爾進行批判，而東浩紀自身研究的後現代主義思想系譜上，可以看到馬克思和尼采的直系親屬；東浩紀對馬克思和尼采是否能夠踰越黑格爾仍抱持疑問，作為後現代主義的當事人感到無力。

### 哲學的自我證明
2012年與國分功一郎的對談中，提到「哲學的自我證明」在當今時代的必要性。他舉蘇格拉底為例，「今日哲學為何還必要？」的向市民證明哲學的有用性，這樣的人是哲學家的起始點，以此論證「哲學的自我證明是必要的」。他還提到自己作為言論人的態度與作家的願望，對只看到十年二十年間的社會變化的「無趣」論壇不再感興趣，而希望以五百年、一千年、兩千年為單位看待歷史來思考事物。關於自己的工作，他在其著作《一般意志2.0》的脈絡上，表明想創造一種「創造一種在消費社會與資訊社會是可能的嶄新社會思想」。在此之後在與哲學家梅原猛的對談中討論了歷史敘事。其中東浩紀同意梅原的說法，即2011年太平洋東北地震引發的福島核災，應該要從長期文明史的角度視為「文明的災難」從而思考。並表示有對創造現代文明的西方哲學史重新審視的必要性，以及在超越西方哲學之前，必須在日本實現嶄新哲學的展望。這點在該對話之前2月與國分的前述對話就提到過，並讚賞梅原指太陽在埃及古文明中作為神明，但在希臘化時代以來，太陽就被遺忘了，即強調從長期歷史思考歷史事物的論點。此外，兩篇對話都提到「人類欲望」的重要性。因為上述脈絡，梅原在日本哲學界的存在受到高度評價和尊重。

### 社會思想・政治思想
東浩紀雖然以法國哲學的研究者為人所知，但在社會思想上仍傾心於羅蒂的《偶然性、諷諭、連帶》、彼得·辛格的《實踐倫理》、諾齊克的《無政府・國家・烏托邦》等英語思想。東浩紀認為在其社會思想中，這類英語傳統都被列在法國現代思想的後現代主義「之上」。此外，對同為德希達研究者的高橋哲哉和鵜飼哲等人，援用德希達思想發展左派社會思想，使其與德希達哲學相聯繫；東浩紀認為這種社會思想和社會運動本身是好的，但指責其在聯繫手法上做出了邏輯飛躍。此外，對聯繫德勒茲哲學開展社會運動的國分功一郎，東浩紀也有一樣的批評。
在東浩紀社會思想中一向重要的哲學概念即「動物化」，這在2001年的著作《動物化的後現代》中就揭示。東浩紀引用科耶夫在《黑格爾導讀》中基於對欲望與需求的區分而定義人類與動物，將被認為具有獨特行動模式的御宅文化圈作為分析對象，認為現代社會中的人類樣態揭示了「動物化」與「資料庫消費」等概念。人性與動物性的二元對立，一直是東浩紀人觀的核心，也是其他所有議論的基礎。在與同樣引用並討論「動物化」概念的國分功一郎（參見《閒暇與煩悶的倫理學》）的對談中，東浩紀說該人觀認為「通常人類原理和動物原理是同時作用的」、「人類和動物都是真正的人類」，這也就是說明哲學原理基本差異的「二元論」強調，因為國分思考的「一元論」將動物與人類一元論的並列討論。

「動物化」論調裡人類原理和動物原理的二元論，被2011年的《一般意志2.0》繼受為人類公共性和動物公共性的二元論，並追溯到1998年《本體論的、郵政的》中所談，作為單數性與複數性對立的兩種超越論的二元論。東浩紀的論述以二元論一以貫之，東浩紀以這段描述來說明《本體論的、郵政的》、《動物化的後現代》、《一般意志2.0》三項工作的關聯：
哲學而言，對抗基於辯證法而生單數的人類的公共性，「思考『誤配』創造『動物的複數的公共性』」作為《一般意志2.0》的構想，這是完全延伸自《本體論的、郵政的》和《動物化的後現代》的計畫。
2002年在《中央公論（2002.7~2003.10）》連載題為《資訊自由論》（情報自由論）的論述。最初東浩紀將其描述為「對照《動物化的後現代》，東浩紀現代社會理論的核心」，將「律法訓練形權力」作為現代特徵的歷史概念，而「環境管制型權力」作為後現代特徵的歷史概念，前者是聚焦人類的、主體的部分之管理手法，後者是聚焦動物的、身體的部分之管理手法。後來由於東浩記自身在資訊社會理論和社會思想的立場轉換，以致必須重新思考自由相關的議題，只好放棄出版《資訊自由論》的單行本。論述在《資訊環境論集：東浩紀Collection S》（情報環境論集――東浩紀コレクションS）中發表，書籍化放棄的事由和論文全文發表於波狀言論《資訊自由論》中。
在《資訊自由論》的挫折十年後，東浩紀在2011年出版《一般意志2.0》。在與國分功一郎的對談中，提到有感《本體論的、郵政的》1998年出版後十數年有各式各樣的經驗之後，是時候以一種社會思想的方式原封不動地回到自身哲學的原點，也就是《本體論的、郵政的》中構想的兩種超越論性的哲學原理。甚至表示，只要將《本體論的、郵政的》翻譯成《一般意志2.0》即可。國分功一郎也在書評中提到《一般意志2.0》繼承《本體論的、郵政的》中的「郵政」與《動物化的後現代》中的「資料庫消費」，並且在書評中分析它如何反映《資訊自由論》的挫敗經驗。
《一般意志2.0》也作為前節〈哲學的自我證明〉中的一個例子，描述在《動物化的後現代》以降，在消費社會、資訊社會可行之社會思想的構思之一。其中從盧梭文本的解讀開始，嘗試解釋在盧梭時代完全未知或無法設想之哲學概念或科學技術中的一般意志，即便在盧梭時代完全未知或無法設想之（如佛洛伊德的集体无意识、亞歷山大的都市計畫理論、或在其中部署的網路和社交軟體）。對此，東浩紀在書中表示「這種蠻勇一般是不被學問世界允許的」，所以「這本書只是一篇研究論文」。此外，東浩紀提到這種古典「現代」閱讀的努力，是源自於其師長柄谷行人處，而據說《一般意志2.0》是為了回答柄谷出的作業。
在《一般意志2.0》中，東浩紀將自身二元哲學的動物化概念、動物的「仁慈」解釋為安全網的公共性（誤配所致的公共性）揭示動物公共性的概念。作為社會哲學和政治哲學的主題，他認為動物公共性和人類公共性應該同時活用。因此他批判的引用汉娜·阿伦特與哈伯瑪斯的論述，即人類語言的溝通對公共領域的不可或缺；從東浩紀的觀點而言，鄂蘭和哈伯瑪斯只考慮了人類公共性，而其獨創在於對動物公共性的考察。在社會道德、倫理學層面，東認為不應只談康德主義的「普世道德」，引用盧梭和羅蒂來發展「對眼前存在的個別仁慈」。在《一般意志2.0》第十三章中，引用盧梭的「仁慈」和羅蒂的「諷諭」，認為兩者論述中的社會形成觀非常接近；同盧梭和羅蒂的論點，東浩紀主張實踐倫理應該是對眼前存在的仁慈、想像力。此外，他認為黑格爾設想「作為絕對精神體現的國家」缺乏實踐的機能。
《一般意志2.0》中的這些內容，和一般而言認為盧梭和羅爾斯政治哲學的聯繫不同；像東浩紀一樣解讀羅蒂是獨一無二的，他自覺有意識的在對反於主流的思想史解釋。
東浩紀認為推特做為媒介、這般溝通的（或溝通不全的）型態在廿一世紀初登場，是思想史上特別是語言哲學之非常重要的事件。《一般意志2.0》中以推特作為材料討論具體的「仁慈網絡」。在2001年初本書出版前不久，東浩紀說了如果他是一名研究生，會使用德希達、維根斯坦、克里普克等人的理論，撰寫一編關於推特和語言哲學的論文。此外，他說如果宣稱「溝通理性作為現代公共性的賦權」的哈伯瑪斯片刻接觸了推特，僅僅這件事實就最足以成為一個宏大的思想事件。
2017年東浩紀奠基於《本體論的、郵政的》和《一般意志2.0》展開的討論，在自己的出版社Genron出版了《觀光客的哲學》。

### 生命哲學
東浩紀在《弱聯繫》序言中如是說：
環境決定我們。「無可取代的人格」不存在。我們所思、所想、所求都是環境中預測可能的那些，你唯有從你的環境中獲得一組可預測的參數集……但還是有很多人想要獨一無二的人生……這是人類所苦惱的最大矛盾……哲學而言，這就是「主觀」與「客觀」的區分……我想這是大家都感受過的矛盾。逾越這種矛盾……的有效方法只有一種……即有意識地改變環境。
東浩紀在《弱聯繫》中提出了「觀光客」的概念，並提案一種「觀光客」的生存之道。人類不過是環境的產物。就像Google從一個人的搜尋、瀏覽紀錄預測思想和行動，此人的人生是能夠從環境中預測的，只要停留在該環境中，該環境就成為封閉牢籠的限制，無法移動到環境決定之外的人生。因此有意識改變環境，在「非日常」的觀光中作為「觀光客」，能獲得「村民」的「日常」中所無法獲得的噪音，並致新的關鍵字。「觀光客」不能忘記自己是所屬場所「村民」，但能夠暫時自作為「村民」的束縛中釋放。「觀光客」也不是「旅者」。相較於長久停留於一處的「村民」、毫不停留的「旅者」，東浩紀將「觀光客」定義為「無責任」往復兩者之間的人們。因此他從不過剩期待旅行，並將自身託付於偶然性。
東浩記哲學基於前述的前述二元論基礎，在《本體論的、郵政的》中，解釋了「郵政空間」與「誤配」概念的兩種超越論；在《動物化的後現代》中解釋了兩種原理相關的「動物化」；在《一般意志2.0》中談論「人類公共性」和「動物公共性」。在明確表述為生命哲學的《弱聯繫》中，圍繞東在圍繞旅行中人類考察所想到的思緒為主軸前進，其中書寫「符碼」與「無法成為符碼的事物」、「言語（ことば）」和「物語（ものがたり）」、「必然性」與「偶然性」、「強聯繫是計畫性的世界」與「弱聯繫是偶然性的世界」等二元對立，在其間移動的存在即是「觀光客」。重點在於前述問題和其哲學問題意識的關係。東浩紀在確認「弱」和「偶然性」的重要後，寫道「讓自身暴露在偶然性」中。《弱聯繫》內容所述，即一種行動目的在於在與僅由符碼所構成之網路維持接續的同時，以觀光旅行形式在一定時間以上進行身體移動，從而觸碰非符碼的事物。此外，他還談及子代從親代處出生的偶然性，以及作為人生基礎的偶然性、作為弱聯繫的親屬關係。

對於《弱聯繫》的思想，他在獲得紀伊國屋人文大賞時發表了以下評語：
簡言之，這本書想說的是「哲學是種觀光」。觀光客無責任出現在任何地方。在好奇心之下獲致半生不熟的知識，胡亂放話然後離開。哲學家就是這樣的觀光客。哲學沒有專業知識、哲學不屬任何流派，各式各樣專業的人在一瞬間採取了常識以外、令人驚慌的視角，哲學就是這樣不可思議的活動。哲學的這種本質，已經明確的銘刻在蘇格拉底的對話錄中……哲學無大用，哲學無答案，哲學不會豐富生活，對社會一點貢獻也沒有。並非如此，哲學讓我們從追求答案的日常中，獲得小小的自由。就像一次觀光旅行般。

### 二元論
他將自己哲學的起點定為二元論。這種二元論在其哲學專著《本體論的、郵政的》（存在論的、郵便的）中，透過「誤配」這一概念，表現為兩種超越論性。另外，這種二元性也與《一般意志2.0》中，關於人類語言交流形成的「人類單數公共性」（人間的単数的公共性）和動物性原理引發的「動物複數公共性」（動物的複数的公共性）的討論相關聯。他在《一般意志2.0》中討論了人類原理下的言語交流（熟議）形成的「人類單數公共性」，以及動物性原理從憐憫之海中的「錯誤」引起的「動物複數公共性」。《動物化的後現代》中的「動物化」也是基於這種二元論的概念。對他而言，「誤配」是一個自《本體論的、郵政的》以來的《一般意志2.0》等作品中，構成二元論的核心的非常重要的概念。
關於「誤配」的重要概念，以及單數超越論性和複數超越論性的討論，是從對雅克·德里达哲學的解讀中推導出來的，這也是《本體論、郵政的》的目的。但同時，東浩紀也非常重視皮埃尔-菲利克斯·伽塔利的著作。這體現在他對伽塔利名著《精神分裂分析制图学》的引用。東浩紀重視伽塔利在書中展示的「四個存在性領域」的圖表。其中顯示了由“現實”對“可能”和“實在”對“潛在”的兩個對立交叉構成的四個領域。
我們從上一章開始一貫地探討了「不可能之物」、非世界的存在，即超越論的對象的多元思考的可能性。我們關注伽塔利的圖式是因為他把超越論的區域分成了「現實的」和「可能的」兩個部分。
 — 東浩紀， 新潮社、1998年、202頁
……伽塔利的「分裂分析」提出了另一個非現實的超越論性的區域，這是非常有啟發性的。它似乎指示了本書一直在暗示的領域，「不可能之物」以多元的方式構成，可以說是多元的超越論性的領域。
 — 東浩紀， 新潮社、1998年、203頁
伽塔利的「精神分裂分析」對東浩紀的影響深遠。在與國分功一郎的對話中，他明確表示，自己在13年後出版的著作《一般意志2.0》中提到的「動物複數公共性」和「人類單數公共性」，以及「動物市場」和「人類市場」（「人類市場」並沒有在《一般意志2.0》中提到，只是在中說了“可能存在”）等劃分，都是重新解讀伽塔利的「精神分裂分析」的結果。另外，東浩紀編輯的《思想地圖》這個刊名，也是來源於加塔里的《精神分裂分析制图学》。
東浩紀對於自己哲學中的人類觀——「人類是橫跨在理性和慾望之間的繩索」——曾經這樣解釋過：「尼采曾在某處寫道：『人類是一條被綁在动物與超人之間的繩索』，但是我想忠實地遵循這句箴言來做哲學。」

## 相關人物
家庭：小鷹信光（岳父）、磯智明（堂兄弟）、ほしおさなえ（妻）
師從於批評空間時期：柄谷行人、浅田彰
師從於東京大學時期：小林康夫、高橋哲哉、湯淺博雄、増田一夫、鵜飼哲
御宅族論：大塚英志、齋藤環、大澤真幸、宮台真司、宇野常寬、濱野智史、福嶋亮大

## 作品

### 論著

#### 漢語已譯著作
- 東浩紀（2012[2001]），褚炫初譯。《動物化的後現代：御宅族如何影響日本社會》。臺北：大藝。
- 東浩紀（2015[2007]），黃錦容譯。《遊戲性寫實主義的誕生：動物化的後現代２》。臺北：唐山。
- 東浩紀（2023[2017]），黃錦容譯。《觀光客的哲學》。臺北：唐山。

#### 個人著作
| 年代 | 漢譯書名                              | 原書名 | 出版社              | 補註           |
| ---- | ------------------------------------- | ------ | ------------------- | -------------- |
| 1998 | 本體論的、郵政的：論雅各·德希達       |        | 新潮社              |                |
| 1999 | 郵政性不安                            |        | 朝日新聞社          |                |
| 2000 | 不過視性事物的世界                    |        | 朝日新聞社          | 対談集         |
| 2001 | 動物化的後現代：御宅所見的日本社會    |        | 講談社現代新書      |                |
| 2007 | 遊戲性寫實主義的誕生：動物化的後現代2 |        | 講談社現代新書      |                |
| 2007 | 文學環境論集：東浩紀合集L             |        | 講談社［講談社BOX］ |                |
| 2007 | 資訊環境論集：東浩紀合集S             |        | 講談社［講談社BOX］ |                |
| 2007 | 批評精神分析：東浩紀合集D             |        | 講談社［講談社BOX］ |                |
| 2011 | 郵政性不安β                           |        | 河出文庫            | 解説：宇野常寛 |
| 2011 | 賽博空間何以如此稱呼                  |        | 河出文庫            | 解説：濱野智史 |
| 2012 | 一般意志2.0：盧梭、佛洛伊德、GOOGLE   |        | 講談社文庫          |                |
| 2013 | 靠向世界：脫離現實文學的諸問題        |        | 東京創元社          |                |
| 2014 | 弱聯繫：搜尋關鍵字之旅                |        | 幻冬舎              |                |
| 2017 | Genron 0：觀光客的哲學                |        | ゲンロン            |                |
| 2019 | 輕鬆思考                              |        | 河出書房新社        |                |
| 2019 | 主題樂園化的地球                      |        | ゲンロン            |                |
| 2020 | 哲學的誤配                            |        | ゲンロン            |                |
| 2020 | 新對話篇                              |        | ゲンロン            |                |
| 2020 | Genron戰記：創造「知識觀眾」          |        | 中公新書ラクレ      |                |

#### 合著
| 年代 | 合著者                                             | 漢譯書名                                   | 原書名 | 出版社           | 補註         |
| ---- | -------------------------------------------------- | ------------------------------------------ | ------ | ---------------- | ------------ |
| 2003 | 笠井潔                                             | 在動物化世界中                             |        | 集英社           | 往復書簡形式 |
| 2003 | 大澤真幸                                           | 思考自由：後九一一現代思想                 |        | 日本放送出版協会 |              |
| 2007 | 北田暁大                                           | 自東京思考：等級、郊區、國族主義           |        | 日本放送出版協会 |              |
| 2008 | 大塚英志                                           | 真實蹤跡：御宅如何生存                     |        | 講談社           |              |
| 2010 | 宮台真司                                           | 作為父親思考                               |        | 日本放送出版協会 |              |
| 2015 | 猪瀬直樹                                           | 思考正義吧                                 |        | 扶桑社           |              |
| 2015 | 大山顕                                             | 自商場思考：烏托邦・後花園・未來都市       |        | ゲンロン         |              |
| 2015 | 小林よしのり、宮台真司                             | 開戰國道德：安保・沖繩・福島               |        | 幻冬舎           |              |
| 2016 | 大山顕                                             | 自商場思考續錄：花園・綠洲・烏托邦         |        | 幻冬舎           |              |
| 2016 | 津田大介、中川淳一郎、 夏野剛、西村博之、 堀江貴文 | NICONICO超級言論平台：網路言論到了何處？   |        | 角川学芸出版     |              |
| 2017 | 佐々木敦                                           | 重啟批評：Genron批評再生教室第一期全紀錄   |        | 朝日新聞出版     |              |
| 2017 | 大森望編                                           | 如何書寫科幻：Genron大森望SF創作講座全紀錄 |        | 早川書房         |              |
| 2017 | 遠藤乾、山田敏弘、 佐藤友紀等                      | 假新聞壟罩世界                             |        | 中央公論新社     |              |
| 2017 | 市川真人、大澤聡、 福嶋亮大                        | 現代日本的批評1975-2001                    |        | 講談社           |              |
| 2018 | 市川真人、大澤聡、 佐々木敦、さやわか              | 現代日本的批評2001-2016                    |        | 講談社           |              |
| 2019 | 石田英敬                                           | 新符號學：當大腦與媒介邂逅                 |        | ゲンロン         |              |

#### 監修
- （角川学芸出版、2015年）

#### 編著
| 年代      | 漢譯書名                                               | 原書名 | 出版社                     | 補註                                                                 |
| --------- | ------------------------------------------------------ | ------ | -------------------------- | -------------------------------------------------------------------- |
| 2002      | 新現實：第一卷                                         |        | 角川書店                   | 大塚英志擔任責任編集，東氏作為1號共同編集                            |
| 2003      | 網狀言論F改：後現代・御宅・性特質                      |        | 青土社                     |                                                                      |
| 2005      | 波狀言論S改：社會學・後設遊戲．自由                    |        | 青土社                     |                                                                      |
| 2007      | 內容思想：漫畫・動畫・輕小說                           |        | 青土社                     |                                                                      |
| 2008-2010 | 思想地圖                                               |        | 日本放送出版協会           | 北田曉大共同編集                                                     |
| 2010      | 日本想像力的未來                                       |        | NHK出版                    |                                                                      |
| 2010      | Ised情報社會的倫理與設計：倫理篇                       |        | 河出書房新社               | 濱野智史共同編集                                                     |
| 2010      | Ised情報社會的倫理與設計：設計篇                       |        | 河出書房新社               | 濱野智史共同編集                                                     |
| 2010-2013 | 思想地圖β                                              |        | コンテクチュアズ、ゲンロン |                                                                      |
| 2012      | 別冊思想地圖β：Nico現場對談書系列                      |        | コンテクチュアズ、ゲンロン | 《論地震（震災から語る）》與《論媒介（メディアを語る）》兩冊。       |
| 2013      | 震災日本去向何處：東浩紀對談集－Nico現場思想地圖全收錄 |        | ゲンロン                   | 收錄2012年8月以前的《Nico現場思想地圖》加上《別冊思想地圖β》的對談。 |
| 2012-2013 | Genron etc.                                            |        | ゲンロン                   |                                                                      |
| 2013-2015 | Genron通訊                                             |        | ゲンロン                   |                                                                      |
| 2015至今  | Genron                                                 |        | ゲンロン                   | 其實是《思想地圖β》續刊。                                            |
| 2015-2016 | Genron觀光通訊                                         |        | ゲンロン                   |                                                                      |
| 2016至今  | Genron β                                               |        | ゲンロン                   | 其實是《Genron觀光通訊》續刊。                                       |

### 小說
- （量子家族，2009）
- （2016）

## 論文
- 見CiNii>東浩紀 （页面存档备份，存于）